# Бонтанг ЗПГ
Бонтанг ЗПГ — завод із зрідження природного газу, розташований на індонезійському острові Калімантан. За загальною потужністю найбільший в країні та певний час найбільший у світі.
Відкриття у 1970-1980-х на сході Калімантану ряду гігантських газових родовищ (Бадак, Нілам, Печіко, Туну) призвело до спорудження заводу з виробництва ЗПГ, що дозволяло розробляти ці віддалені від потенційних споживачів ресурси. При цьому потужність заводу поетапно нарощувалась по ходу збільшення сировинної бази, із одночасним збільшенням пропускної здатності газопровідної системи Сеніпах – Бадак – Бонтанг.
Розвиток проекту почався в межах розробки родовища Бадак. Для розміщення заводу обрали ділянку на північ від дельти річки Махакам. До спорудження об'єкту приступили у 1974 році, а в 1977-му відбулось його введення в експлуатацію з початковою потужністю 3,3 млн.т ЗПГ на рік (дві виробничі лінії А та В).
Зростання попиту на ЗПГ з боку Японії, Південної Кореї та Тайваню, а також введення в розробку нових родовищ (як згаданих вище, так і менших за розмірами на тих же ліцензійних блоках Санга-Санга, Махакам, Східний Калімантан), дозволили розширити потужності Бонтанг ЗПГ, спорудивши лінії C і D (1980 рік), Е (1989), F (1993), G (1997). Нарешті, в 1999 році ввели в експлуатацію восьму і останню лінію Н. Також у 2002 році провели модернізацію перших чотирьох виробничих комплексів А-D. В результаті загальна потужність заводу досягла 22,5 млн.т ЗПГ на рік.
Індонезійська державна компанія Pertamina у 2005 році оголосила про намір спорудити дев'яту лінію І, проте цьому завадила нестача сировини. Падіння видобутку на основних родовищах, а також переорієнтація частини газу на завод із виробництва добрив, призвели до різкого зменшення завантаження Бонтанг ЗПГ. У 2016 році завод працював лише 3-4 лініями, і не виключено, що до 2019 року в роботі залишаться лише дві. Для підтримки діяльності заводу розраховують на початок розробки родовищ на глибоководді Макасарської протоки (Бангка, Гехем, Гендало, Маха, Ганданг), проте можна відзначити, що за запасами вони суттєво поступаються родовищам попередніх ліцензійних ділянок.
В 1988 році на виробничій площадці Бонтанг ЗПГ спорудили завод із виділення зрідженого нафтового газу потужністю 1,2 млн.т на рік. Для зберігання ЗНГ встановлено резервуари об'ємом 200 тисяч м3. 
У складі комплексу споруджено причали для одночасного завантаження трьох газових танкерів та сховища на 636 тисяч м3 ЗПГ.  Роботу заводу забезпечує власна електростанція потужістю 168 МВт.
Можна також відзначити, що у 21 столітті з заводу розпочались поставки для внутрішніх споживачів Індонезії, які отримують ЗПГ через плавучі регазифікаційні термінали.